# Hromoš
Hromoš este o comună slovacă, aflată în districtul Stará Ľubovňa din regiunea Prešov. Localitatea se află la altitudinea de 523 m deasupra n.m., se întinde pe o suprafață de 13,35 km2 și în 2017 număra 504 locuitori.

## Istoric
Localitatea Hromoš este atestată documentar din 1600.

## Demografie
| An:                | 1994 | 2004   | 2014   | 2024   |
| ------------------ | ---- | ------ | ------ | ------ |
| Număr de persoane: | 520  | 527    | 517    | 515    |
| Diferență:         |      | +1,34% | −1,89% | −0,38% |

| An:                | 2023 | 2024   |
| ------------------ | ---- | ------ |
| Număr de persoane: | 509  | 515    |
| Diferență:         |      | +1,17% |